# اشلند (میسیسیپی)
اشلند (به انگلیسی: Ashland) شهرکی در ایالت میسیسیپی کشور ایالات متحده آمریکا است که جمعیت آن در سرشماری سال ۲۰۱۰ میلادی، ۵۶۹
نفر بوده‌است.